# Archives communales de Nice
Les archives municipales de Nice, devenues, au 1er mars 2015, service commun des archives de la ville de Nice et de la métropole Nice Côte d'Azur, sont un équipement culturel régi par le Code du patrimoine.

## Missions
Le service a donc pour missions « la conservation et la mise en valeur » des archives de la collectivité et de l’établissement public de coopération intercommunale, sous le contrôle scientifique et technique du directeur des Archives départementales des Alpes-Maritimes.
Le service constitue une des plus anciennes institutions de la ville de Nice et sans doute son plus ancien établissement culturel, puisque son existence est attestée dès le début du XIIIe siècle.

## Historique

### Archives municipales
Depuis 1204, la cathédrale Sainte-Marie, située sur la colline du château de Nice, abrite les archives communales dans sa sacristie. En 1436, elles sont saisies par le duc de Savoie lors de la rébellion des Niçois. Toujours dans l’enceinte de la citadelle, son histoire est intimement liée à l’institution communale puisqu'on les retrouve entreposées dans le local de la Maison de Ville au début du XVIe siècle. En 1580, lors du déperchement de la ville haute vers la ville basse, aujourd’hui Vieux-Nice, elles sont transférées dans une chambre au deuxième étage du Palais communal situé place Saint-François. La chambre des archives, véritable coffre-fort, est protégée par un système de deux portes consécutives renforcées de métal, chacune à deux serrures différentes. Le premier consul porte deux clefs et le secrétaire les deux autres. 
Au XVIIe et XVIIIe siècles, le Conseil de la Ville constate de nombreux désordres dans ses archives. À défaut d’inventaire, nombre de syndics refusent les clefs et demandent aux évêques en 1648, 1666, 1702, 1716 et 1767 de lancer un monitoire envers quiconque détient des documents municipaux. Alertée par ses lacunes, l’autorité turinoise soucieuse de la bonne tenue des écritures publiques et de leurs dépôts décide de réglementer l'ensemble de l’organisation archivistique par lettres patentes du 6 juin 1775.
Sous le Consulat, les archives quittent le Palais communal et sont transférées à la Maison Vintimille, située au numéro 15 de l'actuelle rue Alexandre Mari. Le palais les accueille de nouveau en 1816. En 1890, elles délaissent définitivement la place Saint-François pour cohabiter, dans un deux-pièces étriqué, avec la bibliothèque municipale nouvellement installée rue Saint-François-de-Paule. Elles y forment une sorte d’annexe de la bibliothèque jusqu’à leur constitution en service autonome en 1940, avec le recrutement d'une archiviste-paléographe, Armance Royer. Au XXe siècle, encore une fois trop à l'étroit, elles migrent à la villa Masséna où ses nouveaux locaux, en sous-sol, sont inaugurés le 7 juin 1928, par le maire Alexandre Mari.
Pendant la Seconde Guerre mondiale, en raison des risques de bombardements, les archives sont éloignées du centre ville et transportées en 1943 à la villa Yiada dans le quartier de Cimiez. En 1946, elles sont de retour à la villa Masséna. En 1951, le fonds contemporain et les publications administratives déménagent dans une salle du musée des beaux-arts de Nice. 
Depuis 1963, le service est installé dans le Palais de Marbre, au quartier de Fabron , bel espace malheureusement peu fonctionnel et saturé dès les années 1970.
En 1984, profitant du départ des Archives départementales, les Archives municipales se dotent d’une annexe, en location, dans l’ancien bâtiment qu'occupaient celles-ci depuis une cinquantaine d'années, dans l’ancienne chapelle du Grand séminaire de Nice, à Cimiez. Ce bâtiment n’est pas ouvert au public et est lui-même saturé. D'autres annexes ont donc été aménagées pour accueillir les maquettes d'architecture ou des fonds peu consultés.

### Archives métropolitaines
Parallèlement, le développement de l’intercommunalité entraîne la naissance d’un fonds d’archives important, conservé dans un bâtiment industriel non destiné à accueillir du public. 
La Communauté d’Agglomération Nice Côte d’Azur créée en janvier 2002 ne s’est dotée d’un service d’archives qu’en octobre 2005, service  couplé à la documentation et rattaché à la Direction des Moyens généraux. En 2009, le service a été transféré à la Direction des Affaires juridiques, puis, en 2015, a fusionné avec les Archives municipales de Nice.

## Organisation
Le service commun des Archives de Nice Côte d’Azur, un des services de la Direction des Patrimoines de la Ville, est constitué de trois pôles :
- un pôle Publics qui assure le traitement et la conservation des fonds d’archives anciennes, d'archives privées, des collections iconographiques et de la bibliothèque, ainsi que l’accueil des usagers (lecteurs, scolaires, etc.) et la médiation culturelle
- un pôle Classement qui assure le traitement et la conservation des fonds municipaux modernes et contemporains
- un pôle Collecte qui assure la collecte des fonds produits par les services municipaux et métropolitains, ainsi que la conservation des fonds intercommunaux

## Bâtiments
Les fonds du service d’archives de Nice-Côte d’Azur sont dispersés sur plusieurs sites de conservation, propriétés de la Ville ou en location.
Le seul site ouvert au public est le Palais de Marbre (Nice) à Fabron, avec la salle de lecture, les espaces d’exposition et de médiation culturelle.

## Les fonds conservés

### Fonds municipaux
Au 31 décembre 2014, les Archives municipales de Nice conservaient, cotés et classés selon le cadre de classement réglementaire national : 
| archives contemporaines (depuis la décentralisation) | 3 898 m. linéaires | 55 % |
| archives modernes (1792-1983)                        | 2 009 m. linéaires | 28 % |
| archives anciennes (1176-1792)                       | 36 m. linéaires    | 1 %  |
| archives d'origine privée                            | 30 m. linéaires    | 0 %  |
| collections iconographiques et audiovisuelles        | 61 m. linéaires    | 1 %  |
| imprimés (périodiques et monographies)               | 574 m. linéaires   | 8 %  |
| éliminables                                          | 286 m. linéaires   | 4 %  |

Ces fonds reflètent les compétences exercées par la Ville à travers les âges et permettent, notamment, de retracer le développement urbain.

#### Fonds anciens
Le document le plus ancien est une charte de 1176 : il s'agit d'une charte-partie accordée par le comte de Provence et roi d’Aragon, Alphonse Ier, conservée sous la cote AA 1/1, confirmant les libertés communales de la Ville de Nice.
Parmi les documents les plus précieux du Moyen Âge figurent également des cartulaires, copies de statuts, privilèges et ordonnances, magnifiquement reliés et enluminés.
La série CC (Finances communales) représente à elle seule plus de la moitié des archives anciennes conservées.

#### Fonds privés
Les principaux fonds d'archives privées conservés par les Archives de Nice sont le fonds Baylone (photographies du début du XXe siècle), le fonds des établissements Colombo, le fonds de la famille Barety, le fonds du Théâtre national de Nice, le fonds Michel de Tarnowsky, le fonds de l'architecte Guy Rottier, le fonds de la carnavalière Annie Sidro...

#### Fonds modernes
Les archives modernes sont principalement constituées des fonds de l’Urbanisme (24 %), des Bâtiments communaux (15 %), du Personnel et des Élections (12 %), des Finances communales (11 %), de la Police et de l’Hygiène (11 %).
On notera plus particulièrement, en série O, pour la période sarde, le fonds du Consiglio d'Ornato, institution municipale chargée du plan régulateur de la Ville (1832-1860), puis, pour la période suivante, en série T, une série continue d'autorisations de voirie puis de permis de construire.
Sont bien sûr également conservés aux Archives municipales les actes consulaires puis les registres de délibérations du conseil municipal ainsi que les registres de l'état-civil de plus de cent ans, tenus à Nice depuis 1860 seulement.

#### Fonds contemporains
Pour la période contemporaine, les permis de construire représentaient 17 % des volumes conservés en 2015. Cette part ne cesse de s'accroître. Le service conserve actuellement la quasi totalité des autorisations d'urbanisme antérieures à  2023.

### Fonds métropolitains
En 2014, les archives métropolitaines conservaient 1,1 kilomètre d’archives définitives et 765 m. linéaires d’archives éliminables à terme (pièces comptables, etc.).
Il s'agit des documents produits depuis 2002 par les services de la communauté d'agglomération Nice-Côte d’Azur (CANCA) puis Communauté urbaine Nice Côte d'Azur (CUNCA), les communautés de communes dissoutes  (Communauté de communes Les Coteaux d'Azur, Communauté de communes de la Tinée, Communauté de communes des stations du Mercantour, Communauté de communes Vésubie-Mercantour) et enfin par la Métropole Nice Côte d’Azur, reflétant les compétences exercées : création, aménagement et gestion des zones d’activité industrielles, commerciales, tertiaires, artisanales, touristiques, schéma de cohérence territoriale (SCOT) ; plan local d’urbanisme (PLU) ; création et réalisation de zones d’aménagement concerté (ZAC) ; organisation des transports urbains ; politique locale de l’habitat ; politique de la ville ; assainissement et eau ; abattoirs et marchés d’intérêt national (MIN) ; collecte, élimination et valorisation des déchets ; transports scolaires ; voirie ; promotion économique du territoire à l’international.